# Couvent de la Visitation de Sisteron
Le couvent de la Visitation est un couvent situé à Sisteron, en France.

## Localisation
Le couvent est situé sur la commune de Sisteron, dans le département français des Alpes-de-Haute-Provence.

## Historique
L'édifice est inscrit au titre des monuments historiques en 1984.